# Chansons pour l'élite
Albums de Plume Latraverse
All Dressed Chirurgie plastique
Chansons pour l'élite est un album de Plume Latraverse, sorti en 1979.

## Liste des titres
| No  | Titre                                   | Durée |
| --- | --------------------------------------- | ----- |
| 1.  | La 20                                   |       |
| 2.  | Marie-Lou                               |       |
| 3.  | Le Tango des concaves                   |       |
| 4.  | U.F.O.                                  |       |
| 5.  | La Porte de shed                        |       |
| 6.  | Motel Horizon                           |       |
| 7.  | Le Gros Flash mauve                     |       |
| 8.  | Le Grand Barda                          |       |
| 9.  | Hold-Up                                 |       |
| 10. | À même l'avis                           |       |
| 11. | Anecdote                                |       |
| 12. | La P'tite Vingnienne pis l'gros torrieu |       |